# Ľubomír Horochonič
Ľubomír Horochonič (* 21. prosince 1971 Stropkov) je bývalý slovenský fotbalista.

## Fotbalová kariéra
Odchovanec Stropkova hrál nejvyšší soutěž v Interu Bratislava. Nastoupil v jednom utkání ročníku 1992/93, branku nevstřelil.
V nižších soutěžích nastupoval i za Dunajskou Stredu, Michalovce či Svidník.

## Ligová bilance
| Ročník             | Zápasy | Góly | Minuty | Klub             |
| ------------------ | ------ | ---- | ------ | ---------------- |
| 1992/93            | 1      | 0    | 2      | Inter Bratislava |
| CELKEM I. ČS. LIGA | 1      | 0    | 2      |                  |